# Isole della Delusione
Le Isole della Delusione (in Francese Îles du Désappointement) sono un sottogruppo dell'Arcipelago delle Tuamotu nella Polinesia Francese. Sono collocate a Nord-Est, lontano dal gruppo principale delle Tuamotu.
Le Isole della Delusione sono un gruppo di isole coralline, che include l'isola di Tepoto Nord e l'atollo di Napuka. Puka-Puka, 300 km a Sud-Est, è spesso inclusa in questo sottogruppo.
Le isole sono aride e non molto adatte alla vita umana.

## Demografia
Le Isole della Delusione sono scarsamente popolate. Gli abitanti sono prevalentemente nativi Polinesiani. Secondo il censimento del 2002, gli abitanti delle isole erano:
- Tepoto: 54
- Napuka: 257
- Puka-Puka: 197

## Amministrazione
Amministrativamente Tepoto appartiene al comune di Napuka, mentre Puka Puka costituisce comune a sé stante.

## Storia
Le Isole della Delusione occidentali, Tepoto e Napuka, furono colonizzate da persone provenienti dalle vicine Isole Tuamotu, ma Puka Puka fu colonizzata da uomini delle Isole Marchesi, alcune centinaia di miglia a Nord-Est.
Il primo europeo a vedere queste isole, nel 1520, fu Ferdinando Magellano mentre era in rotta verso le Isole Filippine. Egli le chiamò "Isole Sfortunate" perché il suo equipaggio non riuscì a trovare una fonte d'acqua con cui rifornire le scorte.
La successiva visita di un europeo fu quella dell'esploratore britannico John Byron nel 1765. Nominò Napuka e Tepoto "Isole della Delusione" a causa dell'ostilità dei nativi. Le isole furono anche visitate dalla United States Exploring Expedition nel 1839.